# Kieran Read
Kieran Read (* 26. října 1985, Papakura, Nový Zéland) je bývalý novozélandský ragbista, který hrál jako vazač. Byl vyhlášen jako nejlepší ragbista roku 2013 (IRB Player of the Year 2013). V roce 2020 byl oceněn Řádem britského impéria.
Na Mistrovství světa v ragby 2011 se stal s novozélandským týmem mistrem světa v ragby. Mistrem světa se stal i na Mistrovství světa v ragby 2015 v Anglii. Stal se sedminásobným vítězem Rugby Championship (2010, 2012 - 2014, 2016 - 2018). Na MS 2019 skončili třetí. 
Za Nový Zéland odehrál 127 zápasů a připsal si 130 bodů (2008 - 2019). Jako kapitán vedl svou zemi do 52 zápasů.
Čtyřikrát zvítězil v soutěži Super Rugby s klubem Crusaders (2008, 2017 - 2019.)
Ragby se začal věnovat v dětství, když začal hrát ve městě Drury, blízko Aucklandu. Střední školu vystudoval v Rosehillu s vyznamenáním. Kromě ragby se věnoval také kriketu.

## Galerie

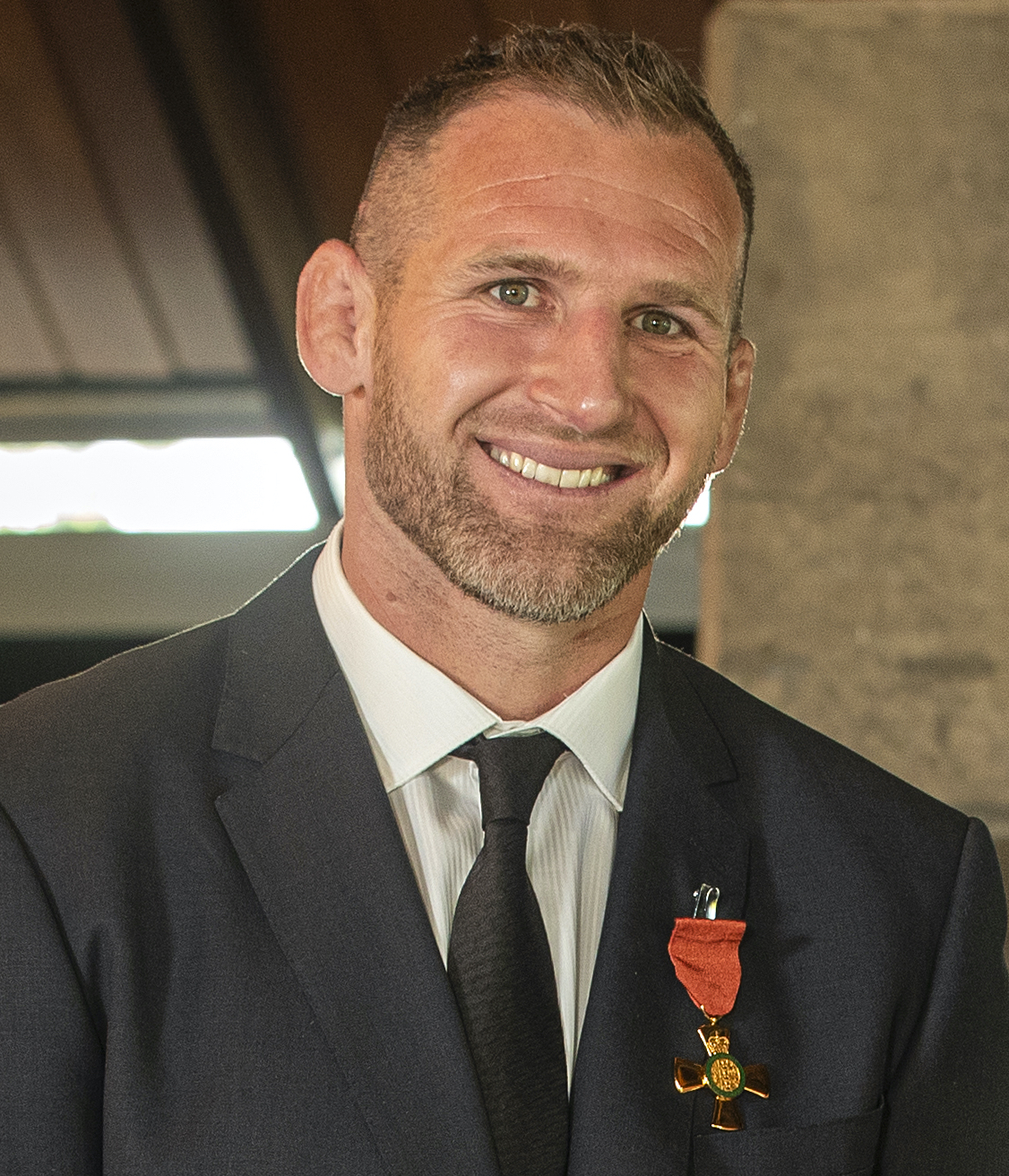
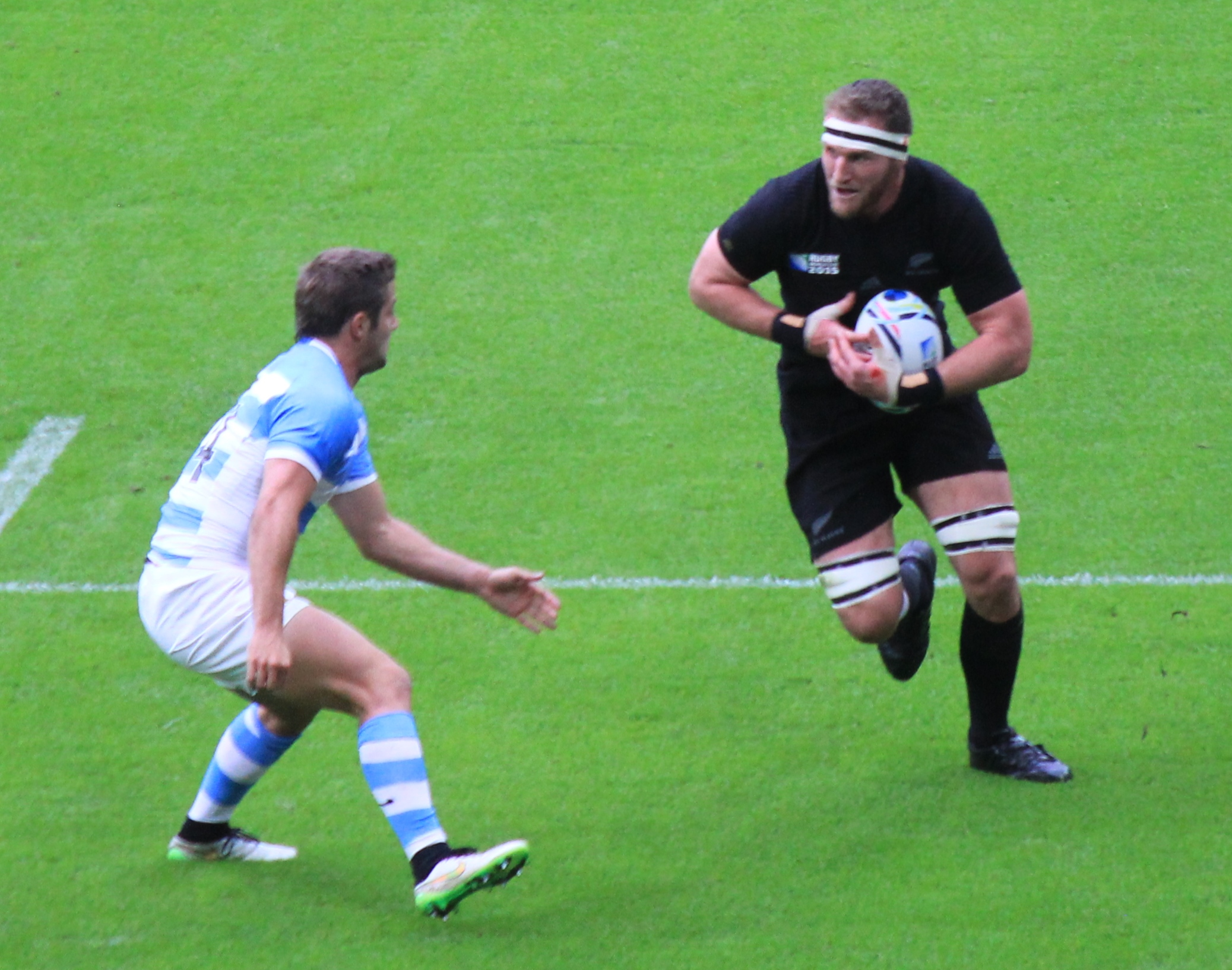
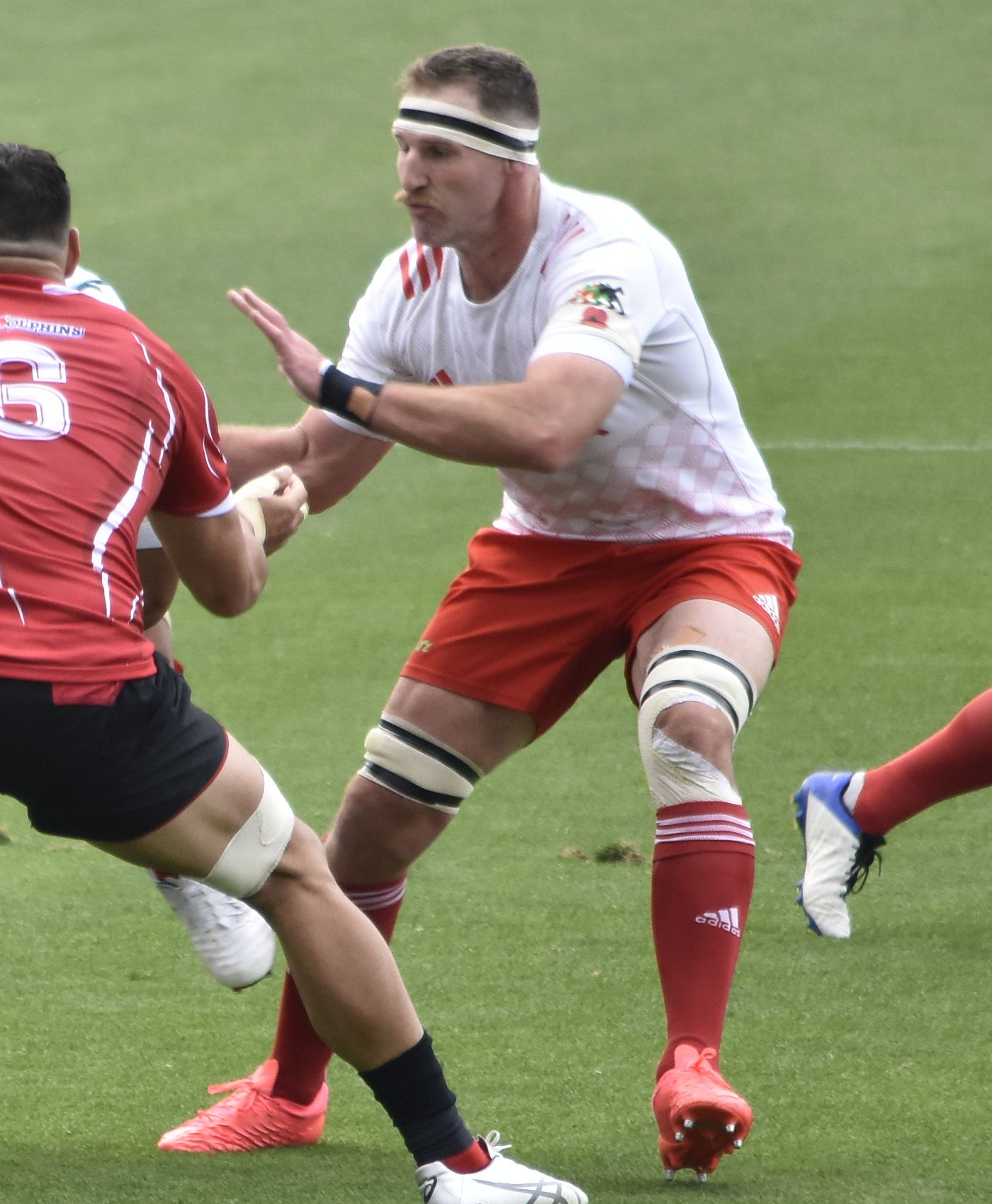

## Kariéra

### Klubová kariéra
- 2007 - 2019 Crusaders
- 2020 - 2021 Toyota Verblitz